# Третьяков Дмитро Костянтинович
Дмитро Костянтинович Третьяков (24 жовтня (5 листопада) 1878, Шуморово, Ярославська губернія — 26 вересня 1950, Київ) — український зоолог і морфолог, доктор біологічних наук.професор, академік АН УРСР, заслужений діяч науки УРСР.

## Біографія
Народився 24 жовтня (5 листопада) 1878 року в селі Шуморово Мологського повіту Ярославської губернії.
У 1900 році закінчив С.-Петербурзький університет і став працювати там асистентом.
В 1910 році захистив магістерську дисертацію та згодом працював приват-доцентом С.-Петербурзького університету.
В 1912—1920 роках був професором Новоросійського університету.
В 1920—1930 роках працював професором Одеського інституту народної освіти, в 1923—1924 роках був деканом факультету соціального виховання, а у 1925—1928 роках — проректором.
В 1926 році за сукупністю робіт присвоєно науковий ступінь доктора біологічних наук.
В 1929 році був обраний дійсним членом (академіком) Академії Наук Української РСР.
В 1930—1933 роках був організатором і керівником Одеського «Зообіну» — Одеської філії науково-дослідного Зоолого-біологічного інституту, який об'єднував природничі кафедри на той час колишнього Новоросійського університету.
В 1933—1941 роках працював професором Одеського державного університету. Організував кафедру гідробіології; кілька років був деканом біологічного факультету. Завідував кафедрою в Одеському німецькому педагогічному інституті.
Обирався депутатом Одеської міської ради (1925—1926 рр.) та депутатом Одеської обласної ради (1939—1941 рр.).
Протягом 1941—1950 років працював в Інституті зоології АН УРСР (в 1941—1944 роках в евакуації в Уфі). В 1944—1948 роках був директорм Інституту зоології, одночасно (1944—1948 рр.) — професором Київського університету. Член КПРС з 1945 року.

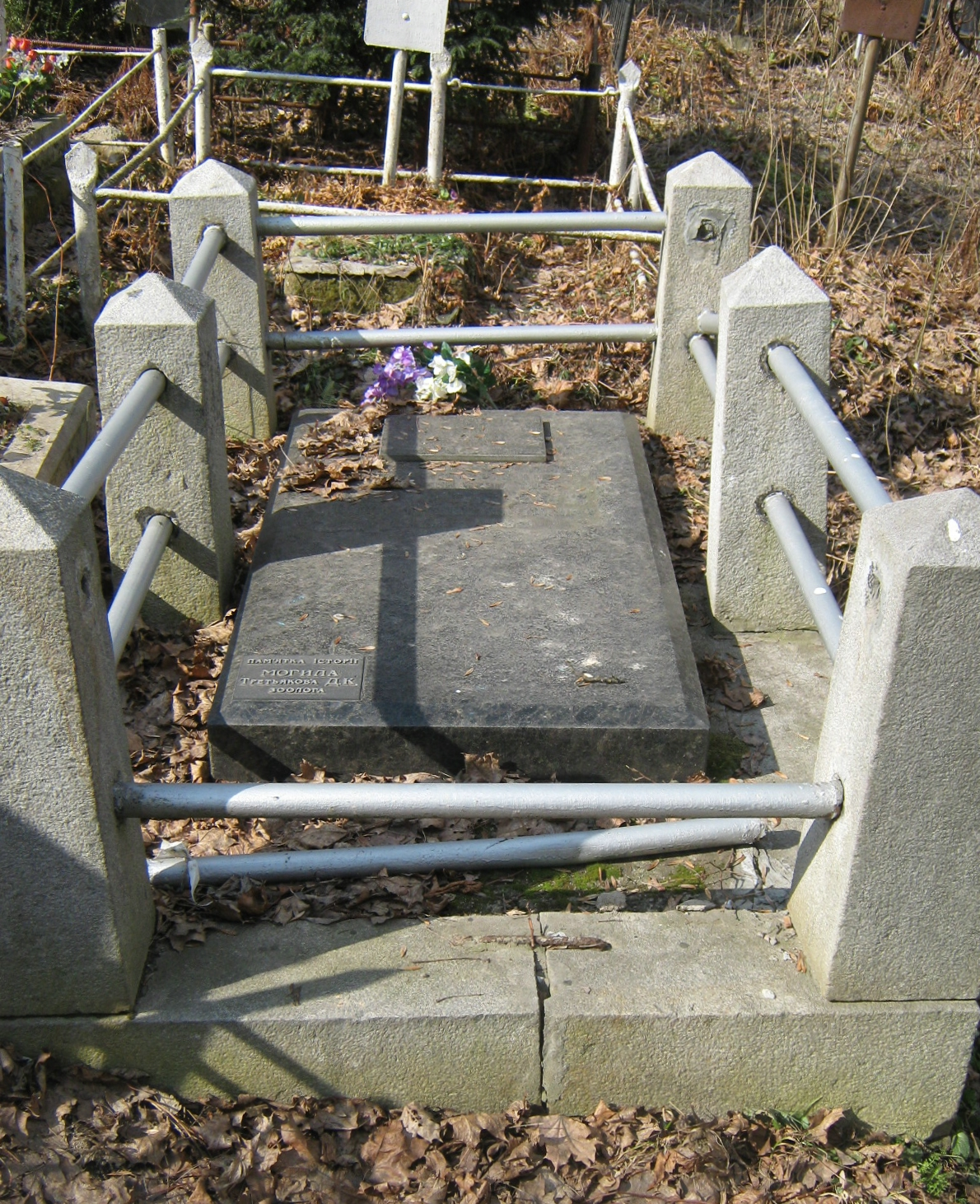
Могила Д. К. Третьякова

Помер 26 вересня 1950 року. Похований в Києві на Лук'янівському цвинтарі (ділянка № 11, ряд 4, місце 12).

## Наукова діяльність
Є автором понад 100 друкованих праць з питань гістології, порівняльної анатомії та філогенетики. Основні праці стосуються досліджень будови кісткової та сполучної тканини, кровоносної та нервової системи круглоротих і риб, будови органів чуття, філогенії та систематики риб.
Суттєво сприяв становленню в науці ентомолога Дмитра Знойка та біолога Гаврила Машталера.

### Праці
- Прозрачные препараты Шпательгольца // Школьные экскурсии и школьный музей. — 1914. — № 1. — С. 2 — 6.
- Школьные экскурсии и природохранение // Школьные экскурсии и школьный музей. — 1914. — № 5. — С. 1 — 8.
- Органы чувств морской миноги. — Одесса, 1915. — 647 с.
- Медицинская зоология. — Одесса, 1923. — 216 с.
- Биология и биологи. — Одесса, 1924. — 184 с.
- Очерки по филогении рыб. — К., 1944. — 177 с.
- Рыбы и круглоротые, их жизнь и значение. — М.-Л., 1949. — 418 с.

## Нагороди
- Орден Трудового Червоного Прапора
- Медаль
- Звання "Заслужений діяч науки УРСР"